# Houliganisme
Cet article concerne le hooliganisme en tant que mouvement. Pour le film, voir Hooligans (film).
 (décembre 2024).

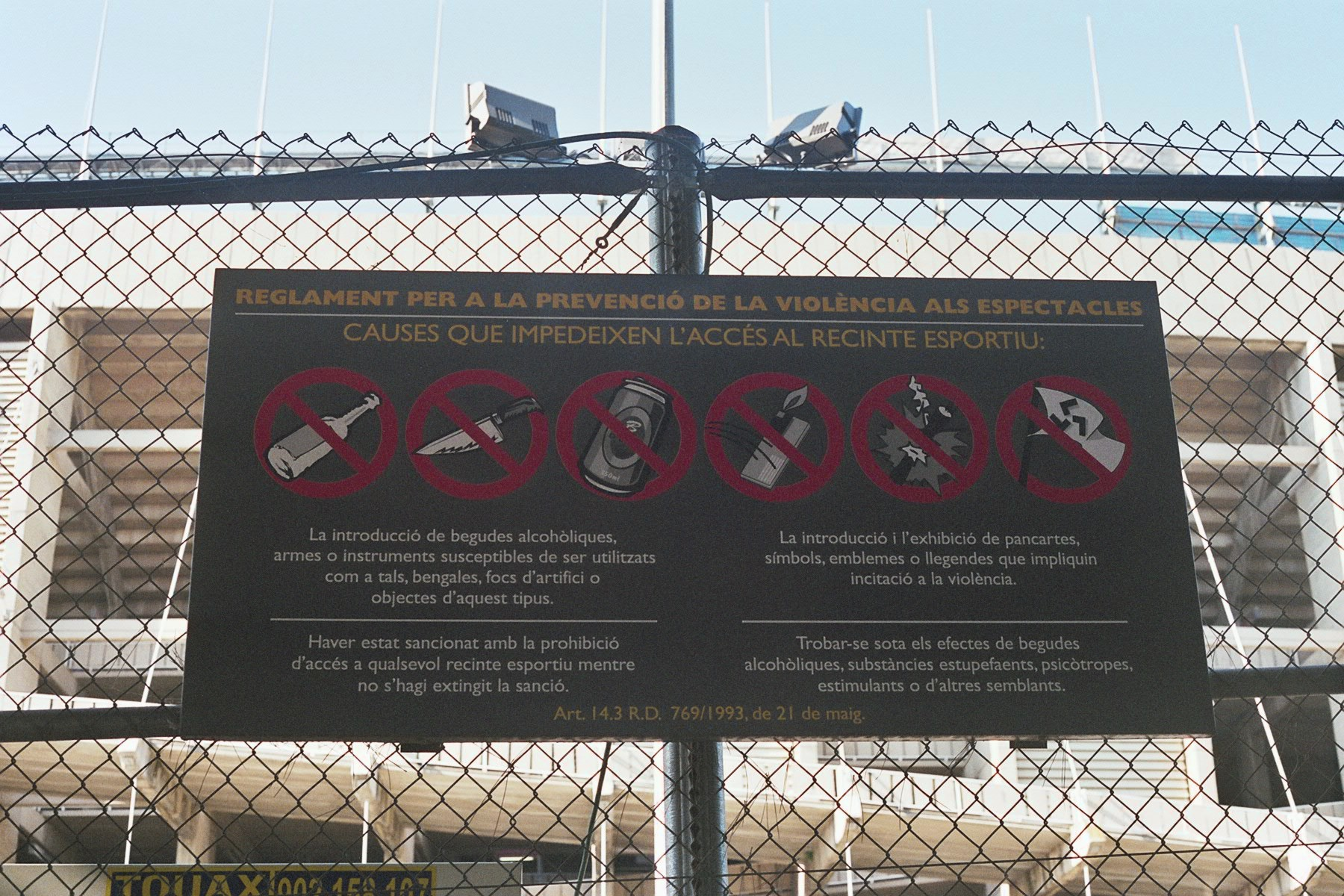
Panneau devant le Camp Nou interdisant des objets potentiellement dangereux, ainsi que des symboles incitant à la violence.

Le houliganisme (ou hooliganisme) est l'utilisation par les supporteurs, notamment dans le football,  de différentes formes de violence (incivilités — brimade, jet de projectiles, envahissement de terrains —, vandalisme — caillassage de véhicules, détérioration de matériels —, violence symbolique et verbale, rixe, émeute, homicide…) qui sont le reflet de logiques d'opposition sportives, sociales, politiques, culturelles ou territoriales.

## Terminologie
Selon certains chercheurs, le mot hooligan serait mentionné dans des rapports de la police londonienne pendant l'été 1898 et repris dans les colonnes du journal Daily News en référence à un ivrogne irlandais notoire, Patrick Hooligan, demeurant à Londres et régulièrement impliqué dans des bagarres.
Une famille du XIXe siècle portant ce nom aurait aussi été connue pour avoir un mode de vie sauvage et violent. Par extension, un « hooligan » serait une personne se comportant de la même manière. Une autre hypothèse veut que ce nom vienne d'un gang de Islington, appelé Hooley. La dernière origine donnée par le dictionnaire The Compact Oxford English Dictionary parle d'un surnom donné à un personnage irlandais dans une chanson de music-hall à la fin du XIXe siècle. 
Le terme est popularisé en Angleterre à partir de 1898 à la suite du meurtre d'une personne perpétré par un membre d'un gang de Londres surnommé les Hooligan Boys.
En 1899, l’auteur britannique Clarence Rook, spécialiste des bas quartiers de la Ville de Londres et des environs, écrivit un livre intitulé The Hooligan Nights, dans lequel il brosse le portrait de Patrick Hooligan, un immigré irlandais venu de Limerick avec sa famille. Dans son livre Romance of Words, paru en 1912, l’étymologiste Ernest Weekley parle de ce gang en ces termes : « Les Hooligans originaux sont une famille irlandaise dont les actes animent la vie terne et monotone de Southwark il y a environ 14 ans ».
Après être entré dans le vocabulaire courant et dans le dictionnaire, le terme hooligan fut adopté par la littérature. D’abord avec Arthur Conan Doyle, qui le mentionna dès 1904 dans sa nouvelle The Adventure of the Six Napoleons, puis H. G. Wells, dans son roman Tono-Bungay, paru en 1909. Le terme hooliganisme, une fois fixé dans la langue anglaise, se dissémina un peu partout en Europe et jusqu’en Russie, où il devint synonyme d’esprit rebelle à l’ordre établi. Aujourd'hui encore, en Russie et dans plusieurs pays de l'Est de l'ex-bloc soviétique, un hooligan est un vaurien, un asocial, un opposant au régime, et le délit de hooliganisme est lié à d’importants troubles sociaux ; il est sévèrement puni. Selon le dictionnaire Le Robert, le mot hooligan est entré dans la langue française par le biais du russe.

## Histoire

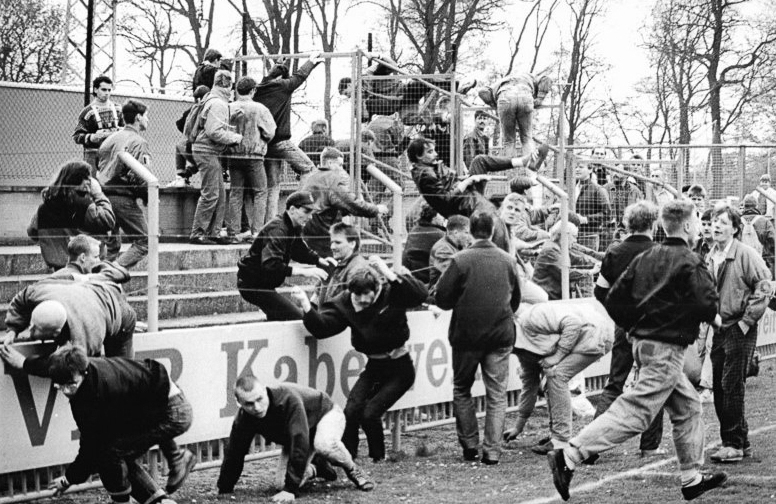
Hooligans envahissant un stade de football en 1990.

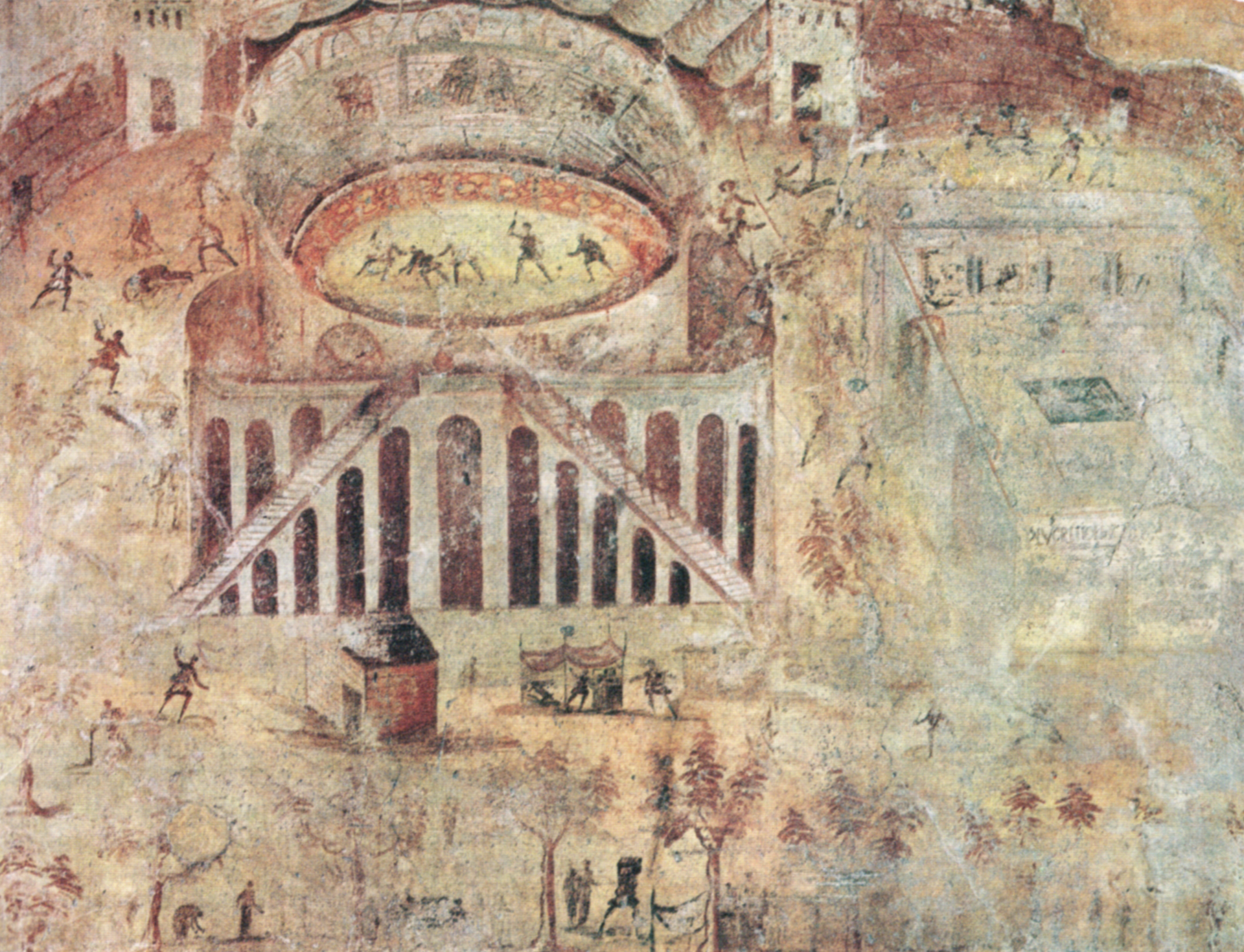
Fresque romaine représentant la rixe entre les habitants de Pompéi et de Nucérie autour de l'amphithéâtre.

L'un des premiers actes d'hooliganisme attestés dans l'histoire remonte à l'Empire romain lorsqu'en 59 eut lieu dans l'amphithéâtre de Pompéi pendant un spectacle de gladiateurs une rixe entre habitants de la cité et habitants de Nucérie, selon le récit de Tacite dans ses Annales.
Les historiens britanniques ont déjà bien étudié la question, et la lecture de The Roots of football hooliganism du trio Eric Dunning, Patrick Murphy et John Williams, est incontournable. En 1885, Preston North End joue un match contre Aston Villa. À l'issue du match, les deux équipes sont bombardées de pierres, attaquées à coup de bâtons et se font cracher dessus. Un des joueurs de Preston North End est si sauvagement agressé qu'il en perd conscience. Très actifs avant la Première Guerre mondiale, les hooligans sont quasi absents des tribunes très familiales de l'entre-deux-guerres. En revanche, au terme du second conflit mondial, le hooliganisme fait son retour. On note 25 incidents par saison dans les années 1960 et ce phénomène touche une grande partie des clubs anglais dans les années 1970.
Le Royaume-Uni n'est pas le seul pays concerné par la violence dans les stades. Ainsi en France, en 1932 déjà, les supporters du Havre AC avaient été suspectés d'avoir incendié le stade de la Cavée verte après une défaite 6-1 dans le derby face au FC Rouen,.
Le traitement par la presse de ces incidents est variable avec le temps. Ainsi, France Football a défendu certaines actions violentes de personnes qui réagissaient à une décision arbitrale contestable ou à des forces de l'ordre trop rigides[réf. nécessaire]. On trouve des textes complaisants jusqu'au début des années 1980. Ainsi, lors de la Coupe du monde de 1982 (en Espagne) de graves incidents ont lieu entre les forces de police et les supporters anglais. France Football mit alors l'accent sur les provocations de la police espagnole. Autre cas où les hooligans reçoivent le soutien des médias : les erreurs d'arbitrage. Un éditorial signé Jaques Ferran dans France Football du 3 juin 1975 (no 1522, page 3), intitulé « Nous sommes tous des hooligans de Leeds ! », contient des passages explicites : « 1. L'arbitre est coupable. 2. La violence fait partie du jeu (…) Beaucoup de spectateurs français, témoins ahuris des exactions anglaises, étaient, dans le fond, par haine de l'arbitre, solidaires des supporters de Leeds ». « Il est facile d'imaginer à quelles extrémités aurait pu se porter une foule française si, par exemple, dans une finale de Coupe d'Europe, l'arbitre avait pris, à l'égard de Saint-Étienne, les décisions qui enflammèrent les supporters de Leeds ! ». 
L'intrusion de la politique change un peu la donne au début des années 1980. Les partis d'extrême droite tentent en effet de noyauter ces groupes de supporters. Le phénomène commence en Grande-Bretagne, avec l'entrisme du British Movement et du Front national britannique. Aujourd'hui[Quand ?] encore (cf. le dernier[Lequel ?] rapport des Renseignements généraux sur le sujet), le terme même de hooligan est très marqué politiquement.

### Évolution
Le hooliganisme connaît un virage en 1985 en raison du drame du Heysel. Les hooligans anglais sont montrés du doigt mais la gendarmerie belge et l'UEFA sont également condamnées par la justice belge à cause de leur incompétence dans cette affaire. Une partie de la violence des hooligans était provoquée par les conditions déplorables qui étaient alors en usage dans les stades. On entassait en effet, jusqu'à l'étouffement, les supporters afin de gonfler un peu les recettes. Il faudra attendre la tragédie de Hillsborough en 1989 pour voir la mise en place d'une « vraie » politique globale des supporters en Angleterre, incluant la réfection des stades, bien que cette tragédie ne fût pas lié au hooliganisme. Depuis lors, le hooliganisme n'est plus un problème pesant comme ce fut longtemps le cas.[réf. nécessaire]
Si le Royaume-Uni a su gérer le problème hooligan, les autres nations européennes n'ont pas vraiment mis en place de politique globale pour traiter cette question, et les problèmes perdurent. En France, mais aussi en Belgique, Allemagne, Hollande ou Italie, pour se concentrer ici sur la seule Europe occidentale, le hooliganisme « à l'anglaise » a connu l'influence italienne du mouvement Ultras et de celles des hools néerlandais, belges et allemands.
L'Espagne et le Portugal sont moins touchés par ce fléau que leurs voisins mais comporte une scène Ultra fortement politisée (voire violente) avec des groupes comme les Ultras Sur 1980 du Real Madrid.
Parmi les plus violents des hooligans figurent les Headhunters (litt. « Chasseurs de tête »), supporters du club de football de Chelsea à Londres. Parallèlement à leurs activités axées autour de la violence, ils revendiquent leur idéologie néo-nazie et leurs liens avec le groupe néo-nazi Combat 18. On constatera cependant que leur influence est en baisse depuis la forte répression de la part des autorités britanniques.
En 1999, le journaliste de la BBC, Donal McIntyre, infiltre les Headhunters en endossant l'identité d'un fervent supporter du club, au point de se faire tatouer le logo du Chelsea FC sur le bras. Il a ainsi pu approcher les leaders du groupe, lors du Mondial 1998 en France, des matchs du championnat anglais et des rencontres européennes.

## Lutte contre le houliganisme

### Événements sportifs
En France, il existe trois grands acteurs chargés de la sécurité des événements sportifs et de la lutte contre le hooliganisme : la division nationale de la lutte contre le hooliganisme, la délégation interministérielle à la gestion des grands événements sportifs et l’unité de coordination des grands événements. La division nationale de lutte contre le hooliganisme (DNLH) est créée en 2009. Elle est rattachée à la direction nationale de la sécurité publique du ministère de l’Intérieur. Elle est actuellement dirigée par le commissaire de police Thibaut Delaunay. Elle coordonne les renseignements sur les supporters à risque via le point national d’information sur le football (PNIF). La DNLH évalue les menaces et participe au maintien de l’ordre public lors des événements sportifs à risques. Elle représente le ministère de l’Intérieur auprès de l’instance nationale du supportérisme. Des policiers physionomistes de la DNLH surveillent notamment les événements sportifs en qualité de spotter. Ils détectent les profils à risque afin de prévenir les violences.
La délégation interministérielle aux grands événements sportifs (DIGES) est créée en 2008. Elle est placée sous l’autorité du ministère chargé des Sports. Elle est actuellement dirigée par le préfet Michel CADOT. La DIGES anime et coordonne les activités des administrations de l'Etat et des établissements publics nationaux concourant à l'accueil et à l'organisation des grands événements sportifs internationaux organisés sur le territoire français. Elle a également une activité de conseil du Gouvernement. La DIGES peut bénéficier du concours de la force publique en faisant appel au ministère de l’Intérieur.
L’unité de coordination des grands événements est également rattachée à la direction générale de la police nationale du ministère de l’Intérieur. Elle est actuellement dirigée par le commissaire de police Sylvain Lledo. Cette unité évalue les risques et la menace liés à un événement et organise le dispositif de sécurité de la police nationale. Elle assure un travail de coordination entre les services de l’État français, les polices étrangères et les entreprises privées.
La commission nationale de sécurité des enceintes sportives, présidée par le ministère chargé des Sports, joue un rôle en amont des évènements en émettant un avis sur les demandes d’homologation d’enceintes destinées à recevoir des manifestations sportives.
Une instance spécifique a été créée en 2018 en vue des Jeux olympiques de Paris 2024 : l’Instance de Coordination Nationale pour la Sécurité des Jeux olympiques 2024 et des grands événements sportifs internationaux.

### Cadre juridique
En France, la réglementation sur les manifestations sportives se trouve principalement dans le Code du sport. La lutte contre le hooliganisme passe essentiellement par les interdictions de stade (judiciaires, administratives, commerciales), la mise en place d’un fichier national des interdits de stade, la dissolution de groupements et d’associations, l’encadrement et l’interdiction des déplacements de supporters et l’interdiction des fumigènes.
Les grandes lois luttant contre la violence dans le sport sont :
- La loi du 6 décembre 1993 relative à la sécurité des manifestations sportives
- La loi du 23 janvier 2006 relative à la lutte contre le terrorisme
- La loi du 2 mars 2010 renforçant la lutte contre les violences de groupes et la protection des personnes chargées d’une mission de service public
- La loi du 14 mars 2011 d’orientation et de programmation pour la performance de la sécurité intérieure
- La loi du 10 mai 2016 renforçant le dialogue avec les supporters et la lutte contre le hooliganisme

L'Assemblée nationale a publié le 22 mai 2020 un Rapport d’information sur les interdictions de stade et le supportérisme où est fait le constat de l’échec des politiques répressives, de la restriction des libertés fondamentales et sont formulées des propositions pour un modèle français du supportérisme.

### Interdiction de stade
L'interdiction de stade est créée en 1993. Elle est à la base judiciaire puis administrative en 2006 et commerciale en 2016. La mesure d'interdiction de stade est dite administrative si elle est prise par le préfet. Elle est dite judiciaire si elle est prise par un tribunal. Elle est dite commerciale si elle est prononcée par l’organisateur privé, c’est-à-dire les clubs sportifs.
L'interdiction judiciaire de stade est prononcée en peine complémentaire d'une sanction pénale en application de l’article L.332-11 du Code du sport. Elle interdit d'entrer ou de se rendre aux abords d'une enceinte où se déroule une manifestation sportive pour une durée maximale de cinq ans. Les individus interdits de stade peuvent également être forcés à se présenter dans des services de police ou de gendarmerie pendant les matchs.
L'interdiction administrative de stade est une décision du préfet sans condamnation pénale préalable en application de l’article L.332-16 du Code du sport. Elle interdit d'entrer ou de se rendre aux abords des enceintes où des manifestations sportives se déroulent ou sont retransmises en public pour une durée maximale d’un ou deux ans selon les individus.
L'interdiction commerciale de stade est une décision des organisateurs privés des manifestations sportives en application de l’article L.332-1 du Code du sport. Les organisateurs peuvent refuser la vente de billet ou les annuler et refuser l’accès au stade aux personnes qui ne respectent pas les conditions générales de vente ou le règlement intérieur relatif à la sécurité.

## Sociologie
Les sociologues et journalistes qui ont enquêté sur les actes de vandalisme lors de compétitions sportives notent que le hooliganisme est un phénomène hétérogène indissociable des différents contextes sociaux et historiques. Principalement juvénile, masculin et groupal, le hooliganisme est cependant favorisé, comme la délinquance ordinaire, par le cumul de désavantages sociaux (faible revenu, habitat et quartier délabrés, famille nombreuse).

## Liste des Groupes Hooligans

### En France[29]
Des groupes ne sont actifs qu'en forêt ou dans la rue (Youth Lens, Tregor Squad, M𝕳SC, Salside, Jeunesse Vindunum).
D'autres sont présents avec les Ultras, en parcages ou dans une autre tribune (LOSC Army, Gremlins, Duinkerke Undergrounds, Roazhon 1901, Camside Tolosa, Youth Tolosa, Bad Squad, Mezza Lyon, South Side Lyon, Turone Squad, Brizak Nancy, Strasbourg Offenders, YSCR, Mesos Reims, Indeps VA, Tribune Arvene, Kaem Crew).

## Dans la culture populaire

### Cinéma
- Hooligans (Green Street Hooligans) film de Lexi Alexander avec Elijah Wood, Charlie Hunnam (2006)
- Hooligans 2 (Green Street Hooligans 2) film de Jesse V. Johnson avec Howard Antony, Treva Etienne, Steve Hart (2009)
- Hooligans 3 (Green Street Hooligans 3) film de James Nunn avec Scott Adkins, Kacey Barnfield, Joey Ansah, Jack Doolan, Josh Myers, Mark Wingett, Roberta Taylor Spencer Wilding (2014)
- ID film britannique (1995)
- The Firm film de Allan Clarke avec Gary Oldman (1988)
- À mort l'arbitre film français de Jean-Pierre Mocky avec Michel Serrault, Eddy Mitchell (1984)
- Football Factory roman de John King ex hooligan des Head Hunters de Chelsea, porté à l'écran par Nick Love en 2004 sous le titre The Football Factory.
- Awaydays (en) film réalisé par Pat Holden (2008)
- The Firm (en) film réalisé par Nick Love (2009)
- Okolofutbola (ru) film réalisé par Anton Bormatov (2013)
- Furioza (pl) film réalisé par Cyprian T. Olencki (2021) avec Mateusz Banasiuk, Mateusz Damięcki (en), Łukasz Simlat et une bande originale proposée par Miro Kepinski (en)